# Greneville-en-Beauce
Greneville-en-Beauce – miejscowość i gmina we Francji, w Regionie Centralnym, w departamencie Loiret.
Według danych na rok 1990 gminę zamieszkiwało 581 osób, a gęstość zaludnienia wynosiła 26 osób/km² (wśród 1842 gmin Regionu Centralnego Greneville-en-Beauce plasuje się na 618. miejscu pod względem liczby ludności, natomiast pod względem powierzchni na miejscu 582.).